# Makușîha, Varva
Makușîha (în ucraineană Макушиха) este un sat în comuna Marmîzivka din raionul Varva, regiunea Cernihiv, Ucraina.

## Demografie
Componența lingvistică a localității Makușîha
     Ucraineană (99,33%)
     Alte limbi (0,68%)
Conform recensământului din 2001, majoritatea populației localității Makușîha era vorbitoare de ucraineană (99,33%), existând în minoritate și vorbitori de alte limbi.